# Дундазит
Дундазит — минерал, водный карбонат свинца. Назван по месту первой находки в Дундас, Тасмания, расположенному в Австралии. Минерал был впервые обнаружен в шахте Adelaide Proprietary. Дундазит был впервые изучен Виллиамом Фредериком Петтердом в 1863 году.
Дундазит является необычным вторичным минералом, находящимся в оксидной зоне свинцовых руд. Обычно обрастает крокоитом. Иногда может обрастать и церусситом. Может ассоциироваться с церусситом, платтнеритом, азуритом, малахитом, пироморфитом, миметитом, буданитом, дуфтитом, крокоитом, гибситом, аллофаном, лимонитом.